# 1584
Năm 1584 (số La Mã: MDLXXXIV) là một năm nhuận bắt đầu vào Chủ Nhật trong lịch Gregory (hoặc một năm nhuận bắt đầu vào thứ Tư trong lịch Julius chậm hơn 10 ngày).